# Palazzo Guglielmi Chiablese
Palazzo Guglielmi Chiablese è un palazzo situato all'angolo di Piazza della Enciclopedia Italiana (ex Piazza Paganica) con Via Paganica, nel rione Sant'Angelo a Roma. È la sede della Biblioteca dell'Istituto dell'Enciclopedia Italiana.

## Storia
Il palazzo fu costruito nel 1776 per Benedetto di Savoia duca del Chiablese. Venduto ai Guglielmi questi ricostruirono completamente il complesso intorno al 1880, dandogli l'aspetto attuale. Durante i lavori, l'ala rivolta a Piazza della Enciclopedia Italiana è stata aggiunta dopo la demolizione della vecchia chiesa di Santi Sebastiano e Valentino dei Mercanti, che si trovava al centro della piazza.